# Porina danbullensis
Porina danbullensis är en lavart som beskrevs av P. M. McCarthy & Lücking. Porina danbullensis ingår i släktet Porina och familjen Porinaceae.   Inga underarter finns listade i Catalogue of Life.